# Uzboi Vallis

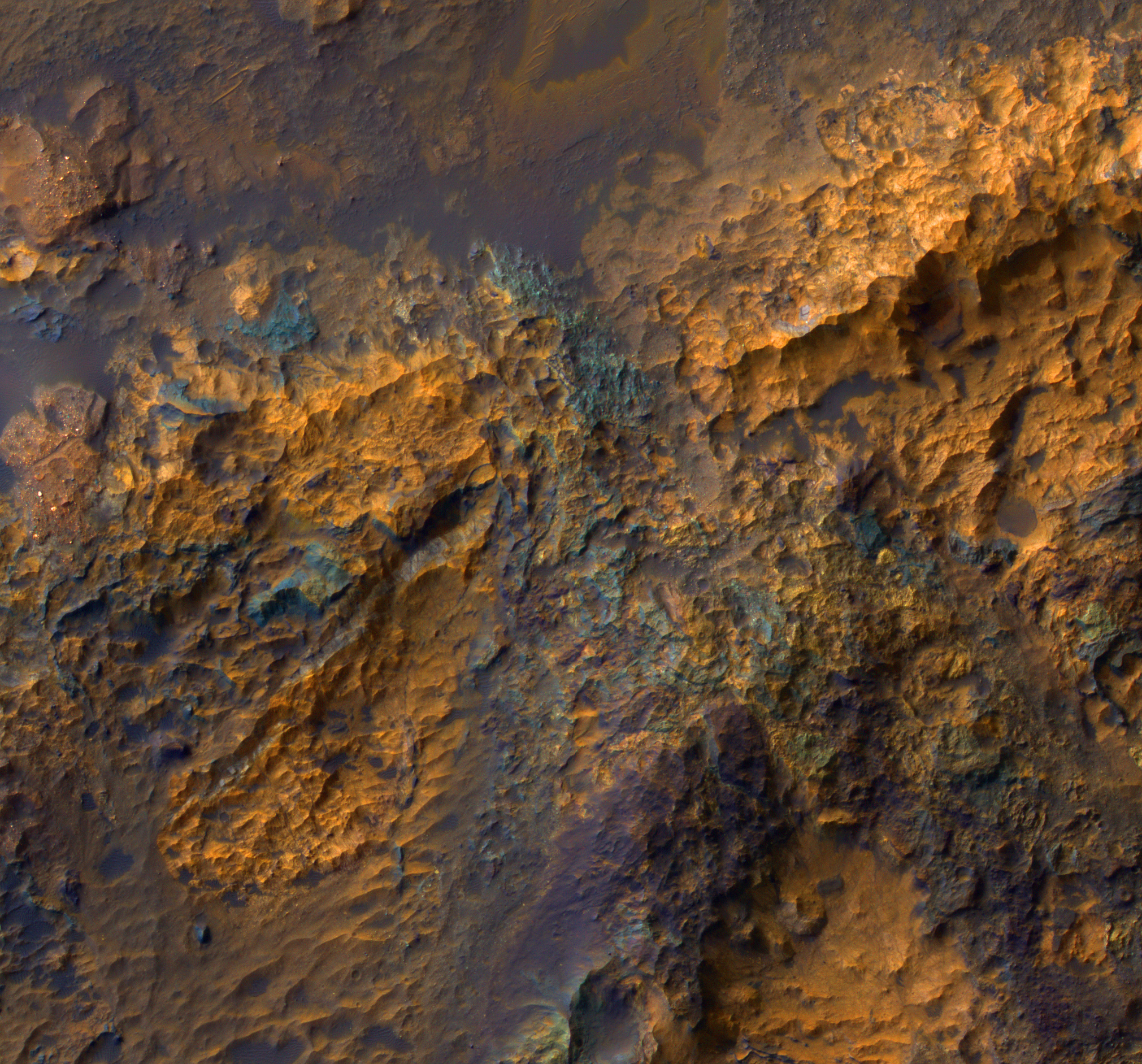
Il cratere Luki, sul fondo della Uzboi Vallis, tra i crateri Hale e Holden, nei pressi della confluenza con Nanedi Valles. Presenta una grande varietà di tipi di roccia, come mostrato dalla diversità di colore.

Uzboi Vallis è una valle nell'emisfero sud di Marte. Il suo nome deriva dall'Uzboj, un emissario ormai prosciugato dell'Amu Darya, un fiume del Turkmenistan, che nell'antichità sfociava nel Mar Caspio. La valle inizia sul bordo settentrionale dell'Argyre Planitia, attraversa numerosi crateri d'impatto e termina nel Cratere Holden.

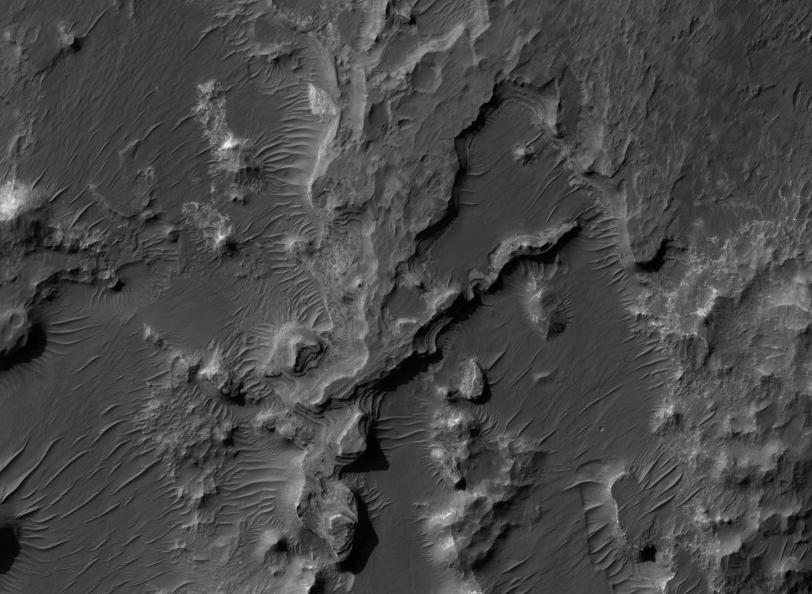
Strati visibili nella Uzboi Vallis: immagini di HiRISE, fotocamera installata a bordo del Mars Reconnaissance Orbiter.

Si pensa che l'Uzboi Vallis si sia formata dallo scorrere dell'acqua. Si ritiene che gli strati sul fondo della valle si siano formati quando il flusso dell'acqua è stato interrotto dall'impatto che ha formato il Cratere Holden a nord. Eventualmente un lago presente in passato nella zona di Uzboi Vallis ha avuto un livello di acqua abbastanza alto da sovrastare i rilievi del cratere Holden. L'acqua ha successivamente eroso i depositi, lasciando esposti gli strati che sono visibili oggi. I sedimenti che compongono gli strati sembrano essere di grossa taglia, suggerendo che probabilmente furono formati da un flusso rapido.
Si pensa che l'Uzboi Vallis, l'Ares Vallis, la Margaritifer Terra e la Ladon Valles, che ora sono separate da grandi crateri, in passato siano appartenute a un unico "canale di deflusso" che scorreva a nord verso Chryse Planitia.
L'origine ipotizzata di questo canale di deflusso è l'Argyre Planitia, si pensa che sia stato un lago riempito fino all'orlo dai canali (Surius, Dzigai e Palacopus Valles) drenanti provenienti dal polo sud. Se questa ipotesi fosse corretta, la lunghezza di questo sistema di drenaggio sarebbe di più di 8000 km, il percorso di drenaggio più lungo noto nel Sistema solare.